# Gran Premio di superbike di Jarama 1991
Il Gran Premio di Superbike di Jarama 1991 è stata la seconda prova su tredici del campionato mondiale Superbike 1991, è stato disputato il 28 aprile sul circuito di Jarama e ha visto la vittoria di Doug Polen in gara 1, lo stesso pilota si è poi ripetuto anche in gara 2.
Si è trattato della prima prova disputata in Spagna sul circuito di Jarama, nelle edizioni precedenti la gara era stata invece disputata sul Circuito di Jerez de la Frontera.

## Risultati

### Gara 1

#### Arrivati al traguardo[3]
| Pos. | Nº | Pilota            | Motocicletta | Tempo     | Griglia | Punti |
| ---- | -- | ----------------- | ------------ | --------- | ------- | ----- |
| 1º   | 23 | Doug Polen        | Ducati       | 39:48.355 | 1º      | 20    |
| 2º   | 4  | Robert Phillis    | Kawasaki     | +0:08.689 | 5º      | 17    |
| 3º   | 30 | Juan López Mella  | Honda        | +0:17.504 | 8º      | 15    |
| 4º   | 48 | Daniel Amatriaín  | Honda        | +0:21.410 | 10º     | 13    |
| 5º   | 2  | Fabrizio Pirovano | Yamaha       | +0:21.690 | 7º      | 11    |
| 6º   | 8  | Baldassarre Monti | Honda        | +0:33.661 | 2º      | 10    |
| 7º   | 7  | Terry Rymer       | Yamaha       | +0:36.442 | 9º      | 9     |
| 8º   | 17 | Udo Mark          | Yamaha       | +0:36.624 | 12º     | 8     |
| 9º   | 5  | Carl Fogarty      | Honda        | +0:45.059 | 16º     | 7     |
| 10º  | 51 | Bruno Bonhuil     | Yamaha       | +0:54.049 | 21º     | 6     |
| 11º  | 39 | Antonio García    | Honda        | +1:16.599 | 18º     | 5     |
| 12º  | 35 | Peter Rubatto     | Yamaha       | +1:25.258 | 25º     | 4     |
| 13º  | 54 | Walter Ammann     | Yamaha       | +1 giro   | 32º     | 3     |
| 14º  | 38 | Aldeo Presciutti  | Kawasaki     | +1 giro   | 24º     | 2     |
| 15º  | 24 | Jeffry de Vries   | Yamaha       | +1 giro   | 20º     | 1     |
| 16º  | 50 | Edgar Schnyder    | Ducati       | +1 giro   | 36º     |       |
| 17º  | 52 | Yannick Le Gaudu  | Yamaha       | +1 giro   | 34º     |       |
| 18º  | 44 | Urs Zwicker       | Yamaha       | +1 giro   | 35º     |       |
| 19º  | 60 | Josef Doppler     | Honda        | +1 giro   | 33º     |       |
| 20º  | 57 | Steve Manley      | Yamaha       | +1 giro   | 23º     |       |
| 21º  | 43 | Massimo Broccoli  | Kawasaki     | +2 giri   | 30º     |       |
| 22º  | 94 | Christophe Guyot  | Honda        | +4 giri   | 26º     |       |

#### Ritirati
| Nº | Pilota               | Motocicletta | Giri     | Griglia |
| -- | -------------------- | ------------ | -------- | ------- |
| 34 | Massimo Meregalli    | Yamaha       | +3 giri  | 31º     |
| 58 | Luis Carlos Maurel   | Yamaha       | +9 giri  | 15º     |
| 42 | Christian Lavieille  | Ducati       | +13 giri | 29º     |
| 9  | Giancarlo Falappa    | Ducati       | +13 giri | 13º     |
| 77 | Dominique Sarron     | Bimota       | +16 giri | 27º     |
| 40 | Jean-Michel Mattioli | Kawasaki     | +16 giri | 28º     |
| 10 | Jari Suhonen         | Yamaha       | +18 giri | 17º     |
| 27 | Fred Merkel          | Honda        | +18 giri | 4º      |
| 1  | Raymond Roche        | Ducati       | +23 giri | 3º      |
| 3  | Stéphane Mertens     | Ducati       | +24 giri | 6º      |
| 20 | Edwin Weibel         | Honda        | +24 giri | 14º     |
| 32 | René Delaby          | Honda        | +24 giri | 22º     |
| 55 | Russell Lee Wood     | Kawasaki     | +24 giri | 19º     |
| 56 | Niall Mackenzie      | Honda        | +24 giri | 11º     |

### Gara 2

#### Arrivati al traguardo[4]
| Pos. | Nº | Pilota               | Motocicletta | Tempo     | Griglia | Punti |
| ---- | -- | -------------------- | ------------ | --------- | ------- | ----- |
| 1º   | 23 | Doug Polen           | Ducati       | 39:31.214 | 1º      | 20    |
| 2º   | 3  | Stéphane Mertens     | Ducati       | +0:01.494 | 6º      | 17    |
| 3º   | 1  | Raymond Roche        | Ducati       | +0:02.584 | 3º      | 15    |
| 4º   | 30 | Juan López Mella     | Honda        | +0:36.130 | 8º      | 13    |
| 5º   | 2  | Fabrizio Pirovano    | Yamaha       | +0:39.444 | 7º      | 11    |
| 6º   | 48 | Daniel Amatriaín     | Honda        | +0:39.714 | 10º     | 10    |
| 7º   | 17 | Udo Mark             | Yamaha       | +0:48.083 | 12º     | 9     |
| 8º   | 5  | Carl Fogarty         | Honda        | +0:58.158 | 16º     | 8     |
| 9º   | 10 | Jari Suhonen         | Yamaha       | +0:59.724 | 17º     | 7     |
| 10º  | 58 | Luis Carlos Maurel   | Yamaha       | +1:22.830 | 15º     | 6     |
| 11º  | 39 | Antonio García       | Honda        | +1:28.123 | 18º     | 5     |
| 12º  | 51 | Bruno Bonhuil        | Yamaha       | +1:31.093 | 21º     | 4     |
| 13º  | 77 | Dominique Sarron     | Bimota       | +1:33.167 | 27º     | 3     |
| 14º  | 43 | Massimo Broccoli     | Kawasaki     | +1:34.490 | 30º     | 2     |
| 15º  | 32 | René Delaby          | Honda        | +1:39.071 | 22º     | 1     |
| 16º  | 57 | Steve Manley         | Yamaha       | +1:39.398 | 23º     |       |
| 17º  | 40 | Jean-Michel Mattioli | Kawasaki     | +1:49.534 | 28º     |       |
| 18º  | 42 | Christian Lavieille  | Ducati       | +1 giro   | 29º     |       |
| 19º  | 54 | Walter Ammann        | Yamaha       | +1 giro   | 32º     |       |
| 20º  | 55 | Russell Lee Wood     | Kawasaki     | +1 giro   | 19º     |       |
| 21º  | 52 | Yannick Le Gaudu     | Yamaha       | +1 giro   | 34º     |       |
| 22º  | 44 | Urs Zwicker          | Yamaha       | +1 giro   | 35º     |       |
| 23º  | 94 | Christophe Guyot     | Honda        | +1 giro   | 26º     |       |
| 24º  | 38 | Aldeo Presciutti     | Kawasaki     | +2 giri   | 24º     |       |

#### Ritirati
| Nº | Pilota            | Motocicletta | Giri     | Griglia |
| -- | ----------------- | ------------ | -------- | ------- |
| 24 | Jeffry de Vries   | Yamaha       | +6 giri  | 20º     |
| 7  | Terry Rymer       | Yamaha       | +8 giri  | 9º      |
| 50 | Edgar Schnyder    | Ducati       | +11 giri | 36º     |
| 60 | Josef Doppler     | Honda        | +13 giri | 33º     |
| 35 | Peter Rubatto     | Yamaha       | +20 giri | 25º     |
| 20 | Edwin Weibel      | Honda        | +20 giri | 14º     |
| 9  | Giancarlo Falappa | Ducati       | +20 giri | 13º     |
| 27 | Fred Merkel       | Honda        | +23 giri | 4º      |
| 4  | Robert Phillis    | Kawasaki     | +24 giri | 5º      |
| 8  | Baldassarre Monti | Honda        | +24 giri | 2º      |